# IC 4662
IC 4662 è una galassia irregolare di tipo magellanico (IBM) situata nella costellazione del Pavone alla distanza di circa 7,5 milioni di anni luce dalla Terra.
In uno studio del 2009 IC 4662 è stata indagata insieme ad altre due galassie dalle caratteristiche simili, NGC 4163 e NGC 4068, per valutare in particolare l'attività di formazione stellare la cui durata è stata stimata da 225 ± 25 a 360 ± 40 milioni di anni, maggiore di quanto misurato in studi precedenti.